# Anand Amritraj
Pour les articles homonymes, voir Amritraj.
Anand Amritraj, né le 20 mars 1952 à Madras (aujourd'hui Chennai), est un joueur professionnel indien de tennis. Il a notamment joué en double, spécialité dans laquelle il a gagné 12 tournois ATP.
Il est le frère des deux autres joueurs de tennis, Vijay Amritraj et Ashok Amritraj (en) (devenu producteur de films). Son fils, Stephen Amritraj, a joué sur le circuit professionnel entre 2006 et 2008.
Il a occupé le poste de capitaine de l'équipe d'Inde de Coupe Davis de 2014 à 2017.

## Carrière
Anand Amritraj a réalisé l'essentiel de sa carrière aux côtés de son frère Vijay, d'un an et demi son cadet, qui était son partenaire de double lors des principaux tournois. Ils ont remporté ensemble 8 titres et atteint 7 autres finales. En Grand Chelem, ils ont atteint les quarts de finale à l'US Open en 1973 et 1976 et les demi-finales à Wimbledon en 1976.
En 1976, il est champion national indien en simple.
Il atteint les quarts de finale du double mixte à l'US Open avec Françoise Dürr en 1978 et Anne Hobbs en 1983 et à Wimbledon avec Rosie Casals en 1980.
Il parvient en finale de Coupe Davis en 1974 en Afrique du Sud sur gazon (son pays a déclaré forfait pour dénoncer l'Apartheid) et en 1987 en Suède sur terre battue indoor (0-5 face à Stefan Edberg et Mats Wilander). De 1968 à 1988, il a joué 62 matchs dans la compétition.
Il participe à l'édition du Masters de double de la saison 1981 avec Vijay Amritraj mais ne dépasse pas les poules avec 1 victoire sur 3 matchs et en 1982 où il ne gagne aucun match.
Anand Amritraj met fin à sa carrière en simple en 1981. Il continue à jouer régulièrement des tournois en double jusqu'en 1988 afin de rester compétitif pour la Coupe Davis et pour les Jeux olympiques de Séoul qu'il dispute avec Vijay Amritraj où ils s'arrêtent au second tour. Il a fait par la suite quelques apparitions dans des tournois du circuit Challenger, la dernière en 1997 à Burbank.

## Parcours dans les tournois duGrand Chelem

### En simple
| Année | Open d'Australie | Open d'Australie | Internationaux de France | Internationaux de France | Wimbledon       | Wimbledon    | US Open         | US Open     | Open d'Australie | Open d'Australie |
| ----- | ---------------- | ---------------- | ------------------------ | ------------------------ | --------------- | ------------ | --------------- | ----------- | ---------------- | ---------------- |
| 1971  | —                | —                | —                        | —                        | 1er tour (1/64) | I. Țiriac    | —               | —           | n.o.             | n.o.             |
| 1972  | —                | —                | —                        | —                        | 1er tour (1/64) | G. Masters   | 2e tour (1/32)  | G. Scott    | n.o.             | n.o.             |
| 1973  | —                | —                | 1er tour (1/64)          | H.-J. Pohmann            | 2e tour (1/32)  | J. Mukerjea  | 2e tour (1/32)  | N. Pilić    | n.o.             | n.o.             |
| 1974  | —                | —                | 1er tour (1/64)          | A. Zugarelli             | 1er tour (1/64) | T. Gorman    | 3e tour (1/16)  | S. Ball     | n.o.             | n.o.             |
| 1975  | —                | —                | —                        | —                        | 1er tour (1/64) | A. Metreveli | 1er tour (1/64) | F. Pala     | n.o.             | n.o.             |
| 1976  | —                | —                | 1er tour (1/64)          | J. Fassbender            | —               | —            | —               | —           | n.o.             | n.o.             |
| 1977  | —                | —                | —                        | —                        | 2e tour (1/32)  | P. Dent      | 2e tour (1/32)  | J. Feaver   | —                | —                |
| 1978  | n.o.             | n.o.             | —                        | —                        | 2e tour (1/32)  | J. Alexander | 1er tour (1/64) | R. Drysdale | —                | —                |
| 1979  | n.o.             | n.o.             | 1er tour (1/64)          | R. Moore                 | 1er tour (1/64) | A. Maurer    | 1er tour (1/64) | J. Connors  | —                | —                |

N.B. : à droite du résultat se trouve le nom de l'ultime adversaire.

### En double
| Année | Open d'Australie | Open d'Australie | Internationaux de France                                                           | Internationaux de France                                                           | Wimbledon                                                                             | Wimbledon                                                                            | US Open                                                                             | US Open | Open d'Australie | Open d'Australie |
| ----- | ---------------- | ---------------- | ---------------------------------------------------------------------------------- | ---------------------------------------------------------------------------------- | ------------------------------------------------------------------------------------- | ------------------------------------------------------------------------------------ | ----------------------------------------------------------------------------------- | ------- | ---------------- | ---------------- |
| 1972  | —                | —                | —                                                                                  | —                                                                                  | 1er tour (1/32) V. Amritraj \|\| style="text-align:left;" \| P. Cornejo J. Fillol     | 1er tour (1/32) V. Amritraj \|\| style="text-align:left;" \| O. Davidson J. Newcombe | n.o.                                                                                | n.o.    |                  |                  |
| 1973  | —                | —                | —                                                                                  | —                                                                                  | 1er tour (1/32) V. Amritraj \|\| style="text-align:left;" \| D. Joubert B. Mitton     | 1/4 de finale V. Amritraj \|\| style="text-align:left;" \| T. Okker M. Riessen       | n.o.                                                                                | n.o.    |                  |                  |
| 1974  | —                | —                | 1er tour (1/32) V. Amritraj \|\| style="text-align:left;" \| J. Kodeš V. Zedník    | 1er tour (1/32) V. Amritraj \|\| style="text-align:left;" \| J. Connors I. Năstase | 1/8 de finale V. Amritraj \|\| style="text-align:left;" \| R. Case G. Masters         | n.o.                                                                                 | n.o.                                                                                |         |                  |                  |
| 1975  | —                | —                | —                                                                                  | —                                                                                  | 2e tour (1/16) V. Amritraj \|\| style="text-align:left;" \| R. Case G. Masters        | 2e tour (1/16) V. Amritraj \|\| style="text-align:left;" \| B. Gottfried R. Ramírez  | n.o.                                                                                | n.o.    |                  |                  |
| 1976  | —                | —                | —                                                                                  | —                                                                                  | 1/2 finale V. Amritraj \|\| style="text-align:left;" \| B. Gottfried R. Ramírez       | 1/4 de finale V. Amritraj \|\| style="text-align:left;" \| M. Riessen T. Okker       | n.o.                                                                                | n.o.    |                  |                  |
| 1977  | —                | —                | —                                                                                  | —                                                                                  | 2e tour (1/16) V. Amritraj \|\| style="text-align:left;" \| D. Bohrnstedt M. Machette | 1/8 de finale V. Amritraj \|\| style="text-align:left;" \| R. Ramírez B. Gottfried   | —                                                                                   | —       |                  |                  |
| 1978  | n.o.             | n.o.             | —                                                                                  | —                                                                                  | 1/8 de finale V. Amritraj \|\| style="text-align:left;" \| F. McNair R. Ramírez       | 1er tour (1/32) V. Amritraj \|\| style="text-align:left;" \| T. Šmíd H. Günthardt    | —                                                                                   | —       |                  |                  |
| 1979  | n.o.             | n.o.             | 1/8 de finale R. Moore \|\| style="text-align:left;" \| J. Fillol Á. Fillol        | 2e tour (1/16) V. Amritraj \|\| style="text-align:left;" \| S. Mayer G. Mayer      | 1er tour (1/32) R. Case \|\| style="text-align:left;" \| C. Dibley J. Fillol          | —                                                                                    | —                                                                                   |         |                  |                  |
| 1980  | n.o.             | n.o.             | —                                                                                  | —                                                                                  | 1/8 de finale V. Amritraj \|\| style="text-align:left;" \| R. Ramírez B. Gottfried    | 1er tour (1/32) V. Amritraj \|\| style="text-align:left;" \| E. Fromm J. Hayes       | —                                                                                   | —       |                  |                  |
| 1981  | n.o.             | n.o.             | —                                                                                  | —                                                                                  | 1/4 de finale V. Amritraj \|\| style="text-align:left;" \| P. Fleming J. McEnroe      | 2e tour (1/16) V. Amritraj \|\| style="text-align:left;" \| F. Buehning F. Taygan    | —                                                                                   | —       |                  |                  |
| 1982  | n.o.             | n.o.             | —                                                                                  | —                                                                                  | 1er tour (1/32) J. Austin \|\| style="text-align:left;" \| S. Ball R. Simpson         | 1er tour (1/32) R. Simpson \|\| style="text-align:left;" \| P. Fleming J. McEnroe    | —                                                                                   | —       |                  |                  |
| 1983  | n.o.             | n.o.             | —                                                                                  | —                                                                                  | 1er tour (1/32) R. Meyer \|\| style="text-align:left;" \| A. Järryd H. Simonsson      | 2e tour (1/16) V. Amritraj \|\| style="text-align:left;" \| S. Mayer F. Taygan       | —                                                                                   | —       |                  |                  |
| 1984  | n.o.             | n.o.             | —                                                                                  | —                                                                                  | 1er tour (1/32) V. Amritraj \|\| style="text-align:left;" \| B. Dyke W. Masur         | 1er tour (1/32) M. Ostoja \|\| style="text-align:left;" \| R. Harmon V. Winitsky     | 1er tour (1/32) L. Shiras \|\| style="text-align:left;" \| S. Glickstein S. Perkiss |         |                  |                  |
| 1985  | n.o.             | n.o.             | —                                                                                  | —                                                                                  | 1er tour (1/32) L. Bourne \|\| style="text-align:left;" \| E. Edwards C. Strode       | 1er tour (1/32) M. Fancutt \|\| style="text-align:left;" \| P. McNamara P. McNamee   | —                                                                                   | —       |                  |                  |
| 1986  | n.o.             | n.o.             | 1er tour (1/32) K. Richter \|\| style="text-align:left;" \| S. Colombo C. Mezzadri | 2e tour (1/16) V. Amritraj \|\| style="text-align:left;" \| G. Donnelly P. Fleming | —                                                                                     | —                                                                                    | n.o.                                                                                | n.o.    |                  |                  |
| 1987  | —                | —                | —                                                                                  | —                                                                                  | 1er tour (1/32) J. Frana \|\| style="text-align:left;" \| A. Gómez S. Živojinović     | —                                                                                    | —                                                                                   | n.o.    | n.o.             |                  |

N.B. : le nom du ou de la partenaire se trouve sous le résultat ; les noms des ultimes adversaires se trouvent à droite.